# Thermaltake
Thermaltake Technology Co., Ltd é uma fabricante de cases de PC, fontes de alimentação e soluções de refrigeração. Sua sede principal está localizado em Taipei, Taiwan. A Thermaltake tem instalações de produção na China, incluindo uma grande fábrica em Dongguan, que recebeu certificação ISO 9001.
A maior parte da produção da Thermaltake vai para os canais de tecnologia global, a ser comprado por clientes com conhecimentos suficientes para construir seus próprios sistemas de PC. Thermaltake claramente definiu metas para sua marca, dispostos em seu web site.

## Marcas
- Thermaltake - marca principal.
- LUXA2 - uma divisão da Thermaltake, criada em 2009, com características de simplicidade, luxo e estilo de vida único.[3]
- Tt eSPORTS - uma nova marca destinado para gaming, inclui mouses e mouses pad, teclados, fones de ouvido.[4]

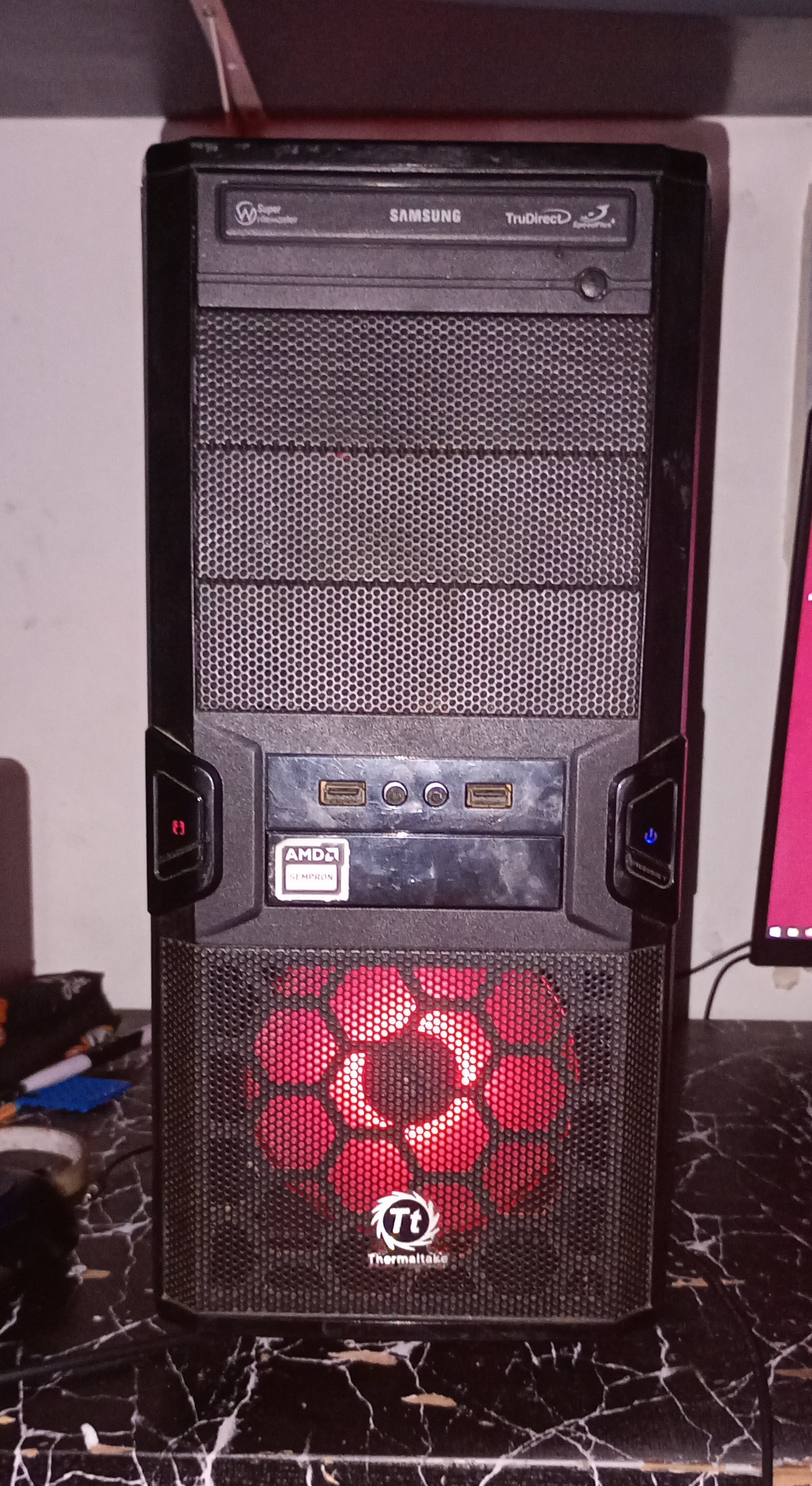
Um gabinete fabricado pela Thermaltake.

## História
Thermaltake foi fundada em Taiwan em 1999. Sua sede americana estabeleceu-se no mesmo ano na Califórnia com escritórios no sul do Estado. Em 2000, a Thermaltake fabricou o primeiro cooler do mundo chamado Golden Orb para processadores Intel Pentium e AMD Athlon. A empresa expandiu-se rapidamente através do estabelecimento de relações comerciais com mais de 30 agentes na Europa e, eventualmente, construiu uma fábrica de produção em Guangdon, China. Em 2002, a sede da Thermaltake em Taipei tinha obtido com êxito uma certificação ISO 9001. Thermaltake faz questão de desenvolver novos produtos, e após anos de pesquisa, lançou o primeiro cooler-líquido do mundo para processadores em 2004. Thermaltake completou sua sucursal no exterior com investimentos e elaborou um grupo de reestruturação em junho de 2006, se tornando mais competitiva e com um rápido crescimento no mercado internacional de TI. Thermaltake foi lançada na bolsa de valores de Taiwan, Taiwan Stock Exchange, através de um IPO no ano seguinte. O produto mais famoso da Thermaltake é o case Thermaltake Level 10 lançado em 2011 onde a Thermaltake desenvolveu junto à fabricante alemã de automóveis BMW Designworks para criar um gabinete de computador diferente de tudo já visto antes.
Em 2009, a Thermaltake lançou uma nova marca de consumo/estilo de vida chamada LUXA2. Os desenhos são muito mais simples e tem uma aparência mais luxuosa do que qualquer coisa que a Thermaltake criou para o mercado entusiasta no passado. Toda a gama inclui produtos HTPC (Home Theater Personal Computers) e acessórios da Apple, entre outros.
Thermaltake tem patrocinado gamers profissionais por muitos anos e, em 2010, ela usou essa experiência para lançar uma nova marca chamada Tt eSPORTS, que tem como alvo as necessidades dos entusiastas hardcore. A linha de produtos inclui teclados, mouses e fones de ouvido com mais produtos planejados.

## Produtos
- Cases.
- Sistemas de refrigeração.
- Ventiladores de computadores (FANS).
- Fontes de alimentação.
- Acessórios de armazenamento (como mochilas para guardar Mouses, Teclados e Fones de Ouvido).